# Composition des équipes masculines de hockey sur gazon aux Jeux asiatiques de 2022
Les Jeux asiatiques de 2022 deviennent la 3e étape de qualification pour les Jeux olympiques d'été de 2024, l'épreuve masculine de hockey sur gazon se tiendra à Hangzhou, en Chine du 24 septembre au 6 octobre 2023 (initialement du 11 au 23 septembre 2022 avant le report à cause de la pandémie de Covid-19).
La sélection des 18 joueuses qui disputent les Jeux asiatiques en Chine est présentée au OCC.
« Hockey - Competition Reports », sur The 19th Asian Games, 23 septembre 2023

## Poule A

### Inde
La composition a été annoncée le 18 septembre 2023 (en détails le 23 septembre 2023).
Entraîneur:  Craig Fulton
| Numéro | Joueur                | Date de naissance | Âge | Sélections |
| ------ | --------------------- | ----------------- | --- | ---------- |
| 4      | Jarmanpreet Singh     | 18 juillet 1996   | 27  | 78         |
| 5      | Abhishek Nain         | 15 août 1999      | 24  | 48         |
| 7      | Manpreet Singh        | 26 juin 1992      | 31  | 342        |
| 8      | Hardik Singh          | 23 septembre 1998 | 25  | 107        |
| 9      | Gurjant Singh         | 26 janvier 1995   | 28  | 91         |
| 11     | Mandeep Singh         | 25 janvier 1995   | 28  | 218        |
| 12     | Krishan Pathak (GB)   | 24 avril 1997     | 26  | 103        |
| 13     | Harmanpreet Singh (C) | 6 janvier 1996    | 27  | 191        |
| 14     | Lalit Upadhyay        | 1er décembre 1993 | 29  | 146        |
| 16     | Sreejesh Parattu (GB) | 8 mai 1988        | 35  | 301        |
| 17     | Sumit Walmiki         | 20 décembre 1996  | 26  | 106        |
| 18     | Nilakanta Sharma      | 2 mai 1995        | 28  | 107        |
| 21     | Shamsher Singh        | 29 juillet 1997   | 26  | 73         |
| 22     | Varun Kumar           | 25 juillet 1995   | 28  | 135        |
| 30     | Amit Rohidas          | 10 mai 1993       | 30  | 156        |
| 32     | Vivek Prasad          | 25 février 2000   | 23  | 119        |
| 34     | Sukhjeet Singh        | 5 décembre 1996   | 26  | 43         |
| 70     | Sanjay Bisht          | 5 mai 2001        | 22  | 10         |

### Pakistan
La composition suivante du Pakistan pour les Jeux asiatiques de 2022,[source secondaire nécessaire] (en détails le 23 septembre 2023).
Entraîneur:  Shahnaz Sheikh
| Numéro | Joueur                | Date de naissance | Âge | Sélections |
| ------ | --------------------- | ----------------- | --- | ---------- |
| 1      | Akmal Hussain (GB)    | 25 janvier 1999   | 24  | 27         |
| 2      | Muhammad Abdullah     | 5 novembre 2002   | 20  | 32         |
| 3      | Arbaz Ahmad           | 12 mai 2002       | 21  | 11         |
| 4      | Ahtisham Aslam        | 12 janvier 2002   | 21  | 16         |
| 5      | Sufyan Khan           | 13 mars 2004      | 19  | 17         |
| 6      | Muhammad Imran        | 8 octobre 1997    | 25  | 11         |
| 7      | Arshad Liaqat         | 27 mars 2002      | 21  | 17         |
| 8      | Rana Abdul            | 4 février 2000    | 23  | 37         |
| 9      | Muhammad Ammad        | 14 novembre 2006  | 16  | 6          |
| 10     | Rooman Khan           | 31 mars 2001      | 22  | 22         |
| 11     | Zikriya Hakat         | 4 mai 2004        | 19  | 6          |
| 12     | Abdullah Ishtiaq (GB) | 21 mai 2000       | 23  | 8          |
| 13     | Usama Bashir          | 11 mars 1999      | 24  | 17         |
| 14     | Umar Bhutta (C)       | 24 décembre 1992  | 30  | 204        |
| 15     | Shahzaib Khan         | 20 juillet 2000   | 23  | 17         |
| 17     | Muhammad Murtaza      | 1er janvier 2003  | 20  | 17         |
| 18     | Abdul Rehman          | 15 février 2004   | 19  | 6          |
| 21     | Afraz                 | 10 avril 1999     | 24  | 33         |

### Japon
La composition a été annoncée le 18 juillet 2023 (en détails le 23 septembre 2023).
Entraîneur:  Akira Takahashi
| Numéro | Joueur                 | Date de naissance | Âge | Sélections |
| ------ | ---------------------- | ----------------- | --- | ---------- |
| 2      | Shota Yamada           | 21 décembre 1994  | 28  | 138        |
| 4      | Yamato Kawahara        | 21 janvier 2004   | 19  | 17         |
| 5      | Seren Tanaka           | 9 novembre 1992   | 30  | 146        |
| 7      | Kentaro Fukuda         | 27 juillet 1995   | 28  | 95         |
| 8      | Taiki Takade           | 18 novembre 2001  | 21  | 22         |
| 10     | Takuma Niwa            | 27 avril 2000     | 23  | 29         |
| 12     | Yuma Nagai             | 18 mars 1996      | 27  | 35         |
| 13     | Manabu Yamashita       | 4 février 1989    | 34  | 206        |
| 14     | Raiki Fujishima        | 29 décembre 1999  | 23  | 42         |
| 15     | Ken Nagayoshi          | 26 octobre 1999   | 23  | 46         |
| 18     | Ryosei Kato            | 19 août 1997      | 26  | 41         |
| 19     | Ryoma Ooka             | 2 octobre 2001    | 21  | 24         |
| 20     | Masaki Ohashi (C)      | 8 mai 1993        | 30  | 137        |
| 21     | Genki Mitani           | 12 juin 1990      | 33  | 181        |
| 22     | Kaito Tanaka           | 1er novembre 1995 | 27  | 82         |
| 24     | Kosei Kawabe           | 20 juin 1999      | 24  | 26         |
| 29     | Takumi Kitagawa (GB)   | 7 octobre 1999    | 23  | 6          |
| 30     | Takashi Yoshikawa (GB) | 29 novembre 1994  | 28  | 137        |

### Bangladesh
La composition suivante du Bangladesh pour les Jeux asiatiques de 2022,[source secondaire nécessaire] (en détails le 23 septembre 2023).
Entraîneur:  Kim Youngkyu
| Numéro | Joueur              | Date de naissance | Âge | Sélections |
| ------ | ------------------- | ----------------- | --- | ---------- |
| 1      | Biplob Kujur (GB)   | 22 janvier 2001   | 22  | 20         |
| 2      | Ashraful Islam      | 5 janvier 1999    | 24  | 71         |
| 3      | Farhad Shetul       | 9 décembre 1995   | 27  | 77         |
| 4      | Amirul Islam        | 10 décembre 2005  | 17  | 0          |
| 5      | Naim Uddin          | 6 octobre 1996    | 26  | 41         |
| 6      | Roman Sarkar (C)    | 1er janvier 1998  | 25  | 78         |
| 7      | Rashel Mahmud       | 5 mai 1987        | 36  | 135        |
| 8      | Mohammad Shuvo      | 23 octobre 1999   | 23  | 0          |
| 9      | Milon Hossain       | 24 avril 1995     | 28  | 68         |
| 10     | Puskar Khisa        | 30 juin 1993      | 30  | 80         |
| 11     | Mohammad Rakibul    | 9 février 2004    | 19  | 12         |
| 12     | Mohammad Noyon (GB) | 16 août 2003      | 20  | 0          |
| 13     | Rezaul Babu         | 24 novembre 1997  | 25  | 70         |
| 16     | Mohammad Hasan      | 12 octobre 2001   | 21  | 20         |
| 17     | Fazla Rabby         | 6 avril 1999      | 24  | 34         |
| 18     | Mohammad Hossain    | 15 janvier 2005   | 18  | 0          |
| 19     | Arshad Hossain      | 1er juillet 2001  | 22  | 40         |
| 21     | Shohanur Sobuj      | 2 octobre 2000    | 22  | 29         |

### Singapour
La composition suivante de Singapour pour les Jeux asiatiques de 2022,[source secondaire nécessaire] (en détails le 23 septembre 2023).
Entraîneur:  Krishnan Vijayan
| Numéro | Joueur                | Date de naissance | Âge | Sélections |
| ------ | --------------------- | ----------------- | --- | ---------- |
| 1      | Gugan Sandran (GB)    | 3 juillet 1996    | 27  | 15         |
| 3      | Kent Loo              | 13 octobre 2000   | 22  | 10         |
| 4      | Fariz Basir           | 7 octobre 1998    | 24  | 19         |
| 5      | Enrico Marican (C)    | 24 octobre 1991   | 31  | 101        |
| 7      | Dineshraj Naidu       | 17 janvier 1998   | 25  | 43         |
| 8      | Darren Sia            | 20 juin 1998      | 25  | 22         |
| 9      | Ethan Tan             | 6 septembre 2001  | 22  | 5          |
| 10     | Akash Prebhash        | 17 juin 2000      | 23  | 16         |
| 11     | Ramanan Thulasiram    | 8 juillet 2000    | 23  | 5          |
| 13     | Yap Wee Lee           | 31 mars 2003      | 20  | 17         |
| 14     | Dawnraj Rengasamy     | 9 septembre 2002  | 21  | 17         |
| 17     | Hariraj Naidu         | 17 février 2000   | 23  | 31         |
| 21     | Zaki Zulkarnain       | 17 juillet 2001   | 22  | 20         |
| 23     | Ong Junhong           | 5 mai 1998        | 25  | 19         |
| 30     | Jaspal Grewal         | 26 septembre 1994 | 28  | 35         |
| 31     | Alton Chua            | 11 novembre 2001  | 21  | 5          |
| 33     | Jeremiah Balakrishnan | 5 février 1997    | 26  | 29         |
| 34     | Mark Ching (GB)       | 13 juillet 1999   | 24  | 4          |

### Ouzbékistan
La composition suivante de l'Ouzbékistan pour les Jeux asiatiques de 2022,[source secondaire nécessaire] (en détails le 23 septembre 2023).
Entraîneur:  Enver Ismailov
| Numéro | Joueur                  | Date de naissance | Âge | Sélections |
| ------ | ----------------------- | ----------------- | --- | ---------- |
| 1      | Davlat Tolibbaev (GB)   | 1er janvier 2002  | 21  | 7          |
| 2      | Jasurbek Zukhriddinov   | 2 juillet 2001    | 22  | 11         |
| 4      | Asadbek Asliddinov      | 16 mars 2007      | 16  | 0          |
| 5      | Doston Sotlikov         | 12 août 2006      | 17  | 0          |
| 7      | Omadbek Khamitov        | 24 mars 2005      | 18  | 6          |
| 9      | Bunyodbek Khudoynazarov | 15 juillet 2007   | 16  | 0          |
| 10     | Ruslan Satlikov (C)     | 22 décembre 1987  | 35  | 27         |
| 11     | Golib Kalandarov        | 7 septembre 1983  | 40  | 15         |
| 13     | Ruzimukhammad Nazirov   | 29 septembre 2007 | 15  | 0          |
| 14     | Jonibek Oblokulov       | 1er octobre 2001  | 21  | 11         |
| 15     | Karimov Ruslan          | 9 septembre 1994  | 29  | 10         |
| 16     | Oybek Nazarov           | 13 décembre 1996  | 26  | 21         |
| 17     | Furkatbek Egamberdiev   | 1er octobre 1998  | 24  | 5          |
| 19     | Azamatkhon Abboskhonov  | 15 novembre 2003  | 19  | 0          |
| 20     | Abdusalom Madaminov     | 26 août 2002      | 21  | 14         |

## Poule B

### Corée du Sud
La composition a été annoncée le 1er septembre 2023 (en détails le 23 septembre 2023).
Entraîneur :  Shin Seok Kyo
| Numéro | Joueur             | Date de naissance | Âge | Sélections |
| ------ | ------------------ | ----------------- | --- | ---------- |
| 1      | Kim Jaehyeon (GB)  | 6 mars 1988       | 35  | 186        |
| 6      | Lee Namyong (C)    | 28 septembre 1983 | 39  | 300        |
| 7      | Jung Manjae        | 18 novembre 1990  | 32  | 175        |
| 8      | Son Dain           | 17 mai 1999       | 24  | 7          |
| 9      | Kim Junghoo        | 31 décembre 1991  | 31  | 85         |
| 10     | Hwang Taeil        | 31 octobre 1991   | 31  | 96         |
| 11     | Lee Jungjun        | 17 mai 1991       | 32  | 129        |
| 13     | Ji Woocheon        | 13 avril 1994     | 29  | 67         |
| 14     | Park Cheoleon      | 2 novembre 1998   | 24  | 19         |
| 15     | Lee Hyeseung       | 22 juin 1999      | 24  | 32         |
| 18     | Kim Sunghyun       | 26 août 1994      | 29  | 37         |
| 19     | Jeong Junwoo       | 2 avril 1993      | 30  | 58         |
| 21     | Lee Seunghoon      | 20 mars 1985      | 38  | 170        |
| 23     | Kim Hyeongjin      | 14 avril 1994     | 29  | 87         |
| 25     | Jang Jonghyun      | 28 mars 1984      | 39  | 321        |
| 31     | Kang Youngbin (GB) | 6 mai 1996        | 27  | 5          |
| 32     | Lee Juyoung        | 24 décembre 1993  | 29  | 38         |
| 33     | Yang Jihun         | 20 août 1991      | 32  | 96         |

### Malaisie
La composition a été annoncée le 11 août 2023 (en détails le 23 septembre 2023).
Entraîneur:  Arul Anthoni
| Numéro | Joueur                 | Date de naissance | Âge | Sélections |
| ------ | ---------------------- | ----------------- | --- | ---------- |
| 1      | Muhajir Abdu           | 6 avril 2000      | 23  | 8          |
| 4      | Ramadan Rosli          | 1er avril 1991    | 32  | 103        |
| 6      | Marhan Jalil (C)       | 5 mars 1990       | 33  | 291        |
| 8      | Ashran Hamsani         | 20 avril 1995     | 28  | 63         |
| 10     | Faizal Saari           | 13 janvier 1991   | 32  | 279        |
| 11     | Khaliq Hamirin         | 24 septembre 1997 | 26  | 11         |
| 12     | Muhamad Aminudin       | 23 mai 1995       | 28  | 24         |
| 13     | Firhan Ashari          | 9 mars 1993       | 30  | 199        |
| 15     | Shello Silverius       | 3 avril 1999      | 24  | 33         |
| 16     | Zaimi Matderis (GB)    | 18 septembre 1997 | 26  | 12         |
| 17     | Razie Rahim            | 25 août 1987      | 36  | 319        |
| 18     | Faiz Jali              | 18 février 1992   | 31  | 204        |
| 20     | Azuan Hasan            | 16 février 1994   | 29  | 187        |
| 21     | Hafizuddin Othman (GB) | 7 janvier 1992    | 31  | 96         |
| 23     | Kamal Azrai            | 3 octobre 1999    | 23  | 58         |
| 24     | Aiman Rozemi           | 19 juillet 1996   | 27  | 126        |
| 25     | Najmi Jazlan           | 4 avril 1995      | 28  | 115        |
| 29     | Amirul Azahar          | 5 mai 2000        | 23  | 29         |

### Chine
La composition suivante de la Chine pour les Jeux asiatiques de 2022,[source secondaire nécessaire] (en détails le 23 septembre 2023).
Entraîneur :  Weng Haiqin
| Numéro | Joueur             | Date de naissance | Âge | Sélections |
| ------ | ------------------ | ----------------- | --- | ---------- |
| 1      | Chen Qijun         | 9 avril 1997      | 26  | 11         |
| 2      | Chen Chengfu       | 14 avril 1996     | 27  | 10         |
| 3      | Gao Jiesheng       | 12 décembre 1997  | 25  | 11         |
| 5      | Liu Junjie         | 8 novembre 1998   | 24  | 6          |
| 7      | Pan Dongquan       | 25 avril 1997     | 26  | 8          |
| 8      | E Wenhui           | 3 juillet 1993    | 30  | 53         |
| 9      | Chen Chongcong     | 2 juillet 2000    | 23  | 6          |
| 10     | Guo Zixiang        | 6 août 1994       | 29  | 54         |
| 13     | Du Shihao          | 13 septembre 1998 | 25  | 6          |
| 16     | Ao Suozhu          | 30 juin 1994      | 29  | 37         |
| 20     | Lin Changliang (C) | 5 octobre 1995    | 27  | 27         |
| 21     | Meng Lei           | 8 décembre 1995   | 27  | 11         |
| 26     | Ao Weibao          | 29 septembre 1990 | 32  | 115        |
| 27     | Huang Jingcheng    | 3 janvier 1994    | 29  | 6          |
| 28     | Zhang Bo           | 10 avril 1996     | 27  | 3          |
| 29     | Zhu Weijiang       | 29 août 1996      | 27  | 9          |
| 30     | Wang Weihao (GB)   | 8 janvier 1996    | 27  | 8          |
| 32     | Wang Caiyu (GB)    | 28 juin 1997      | 26  | 11         |

### Oman
La composition a été annoncée le 8 août 2023 (en détails le 23 septembre 2023).
Entraîneur :  Siegfried Aikman
| Numéro | Joueur               | Date de naissance | Âge | Sélections |
| ------ | -------------------- | ----------------- | --- | ---------- |
| 2      | Mohammed Al Harthi   | 11 février 2002   | 21  | 0          |
| 3      | Faisal Al Maamari    | 26 mai 1990       | 33  | 0          |
| 4      | Ahmed Al Nofali      | 22 mars 1995      | 28  | 58         |
| 6      | Fahad Al Lawati      | 5 avril 1998      | 25  | 20         |
| 8      | Sami Al Laun         | 2 juin 1991       | 32  | 89         |
| 10     | Aiman Madit          | 7 mai 2003        | 20  | 0          |
| 11     | Mohammed Al Noufali  | 22 février 1998   | 25  | 5          |
| 12     | Khalid Al Shaaibi    | 7 septembre 1992  | 31  | 85         |
| 14     | Maadh Al Atabi       | 23 mars 2002      | 21  | 0          |
| 16     | Salah Al Saadi (C)   | 5 avril 1987      | 36  | 127        |
| 18     | Sanad Al Fazari      | 23 novembre 1997  | 25  | 23         |
| 19     | Ahmed Al Balushi     | 3 février 1992    | 31  | 95         |
| 22     | Said Al Hasni (GB)   | 14 octobre 1985   | 37  | 24         |
| 23     | Rashad Al Fazari     | 8 mai 2000        | 23  | 48         |
| 25     | Usama Bait           | 9 février 2000    | 23  | 14         |
| 26     | Amjad Al Hasani (GB) | 14 janvier 1989   | 34  | 8          |
| 29     | Akram Bait           | 28 juin 1998      | 25  | 16         |
| 30     | Mahmood Bait         | 11 mars 1991      | 32  | 77         |

### Thaïlande
La composition suivante de la Thaïlande pour les Jeux asiatiques de 2022,[source secondaire nécessaire] (en détails le 23 septembre 2023).
Entraîneur :  Kim Jungchul
| Numéro | Joueur                  | Date de naissance | Âge | Sélections |
| ------ | ----------------------- | ----------------- | --- | ---------- |
| 1      | Wistawas Phosawang (GB) | 6 août 2002       | 21  | 7          |
| 2      | Theerachai Sansamran    | 3 octobre 1999    | 23  | 32         |
| 3      | Kraiwich Thawichat      | 9 novembre 2005   | 17  | 4          |
| 5      | Kritsada Chueamkaew     | 17 mai 2004       | 19  | 17         |
| 6      | Sadakorn Wimuttanon     | 12 mai 1985       | 38  | 55         |
| 9      | Udomchok Phokphun       | 19 janvier 2007   | 16  | 0          |
| 13     | Worawut Kaeochianghwang | 4 mars 2005       | 18  | 9          |
| 14     | Veerachai Juithonglang  | 14 octobre 2004   | 18  | 3          |
| 18     | Kritsana Phumee         | 12 janvier 2005   | 18  | 15         |
| 19     | Nattapong Trisom        | 4 juillet 2004    | 19  | 6          |
| 20     | Borirak Harapan         | 15 janvier 1997   | 26  | 46         |
| 22     | Chanachol Rungniyom     | 9 novembre 2001   | 21  | 17         |
| 23     | Suriya Kasonbua         | 23 mai 1999       | 24  | 23         |
| 24     | Wirawat Singthong       | 24 mars 1997      | 26  | 47         |
| 26     | Thanakrit Boon-Art      | 25 mars 1996      | 27  | 59         |
| 28     | Kankawee Boonsri        | 18 octobre 2006   | 16  | 0          |
| 29     | Tanakit Juntakian (C)   | 29 janvier 1996   | 27  | 51         |
| 30     | Thawin Phomjunt (GB)    | 7 juillet 2007    | 16  | 1          |

### Indonésie
La composition suivante de l'Indonésie pour les Jeux asiatiques de 2022,[source secondaire nécessaire] (en détails le 23 septembre 2023).
Entraîneur :  Dhaarma Raj
| Numéro | Joueur                | Date de naissance | Âge | Sélections |
| ------ | --------------------- | ----------------- | --- | ---------- |
| 2      | Candra Prawesti       | 29 juillet 1992   | 31  | 0          |
| 3      | Fadli Muhamad         | 18 janvier 2000   | 23  | 20         |
| 4      | Asrul Alam (C)        | 18 mai 1997       | 26  | 20         |
| 10     | Ahdan Asasi           | 3 décembre 1998   | 24  | 20         |
| 11     | Ardam                 | 23 mai 1992       | 31  | 30         |
| 13     | Revo Priliandro       | 22 avril 1997     | 26  | 20         |
| 14     | Julius Rumaropen (GB) | 14 juillet 2004   | 19  | 3          |
| 15     | Alfandy Prastyo       | 27 juillet 1999   | 24  | 26         |
| 16     | Muhamad Alfiana       | 16 février 1995   | 28  | 0          |
| 17     | Jerry Efendi          | 19 janvier 1990   | 33  | 30         |
| 18     | Derangga Raditya      | 8 septembre 2004  | 19  | 2          |
| 19     | Mochamad Fathur       | 30 janvier 2000   | 23  | 20         |
| 20     | Arthur Wibowo         | 22 février 2007   | 16  | 4          |
| 21     | Adi Leksono           | 22 avril 1999     | 24  | 0          |
| 22     | Abdullah Al Akbar     | 11 août 1995      | 28  | 21         |
| 23     | Aulia Al Ardh (C)     | 23 juin 1995      | 28  | 30         |
| 25     | Ahmad Hikmat (GB)     | 8 août 1996       | 27  | 8          |
| 27     | Frank Atwo            | 4 avril 1998      | 25  | 17         |